# Spinacris inermis
Spinacris inermis är en insektsart som beskrevs av Kevan, D.K.M. 1974. Spinacris inermis ingår i släktet Spinacris och familjen Pyrgomorphidae. Inga underarter finns listade i Catalogue of Life.